# Albert De Bunne
Albert De Bunne (* 16. Februar 1896 in Brüssel; † unbekannt) war ein belgischer Radrennfahrer.

## Sportliche Laufbahn
De Bunne hatte seinen größten sportlichen Erfolg bei den Olympischen Sommerspielen 1920 in Antwerpen, als er mit dem belgischen Team mit Jean Janssens, André Vercruysse und Albert Wyckmans die Bronzemedaille in der Mannschaftswertung gewann. Im olympischen Einzelzeitfahren belegte er beim Sieg von Harry Stenquist den 5. Rang. In den Wettbewerben im Bahnradsport belegte er in der Mannschaftsverfolgung den 4. Rang.
1919 gewann er die nationale Meisterschaft im Straßenrennen der Amateure vor Henri Wynsdau. 1922 gewann er diesen Titel bei den Unabhängigen. 1925 bis 1927 wurde er jeweils nationaler Meister im Sprint der Amateure.